# Consell estudiantil
Un  consell estudiantil  és una organització d'estudiants que es constitueix en diverses escoles, col·legis, instituts o universitats. Aquesta organització manté el seu propi capacitat de convocatòria dins de l'entitat educativa i es dedica a activitats socials i culturals organitzades per i per als estudiants, representant-los quan és precís. En algunes institucions, els consells estudiantils són un grup formalment organitzat anàleg al que seria un sindicat, però d'estudiants.
Els consells estudiantils són gestionats per estudiants i per als estudiants, independentment de les autoritats que norman la institució educativa i poden tenir abast local o nacional. Són també responsables de proveir una gran varietat de serveis als estudiants, els quals poden ingressar lliurement a la seua gestió a través dels respectius comitès, consells i mítings generals.
Molts consells estudiantils són organitzacions altament polititzades i normalment serveixen com un camp d'entrenament per a aspirants a polítics. Les campanyes i els debats són usualment molt forts i compten amb l'entusiasme juvenil dels participants. En canvi hi ha també consells que són notòriament no polítics i es concentren més aviat en proveir recreació i facilitats per als estudiants.